# Omelian Pugatxov

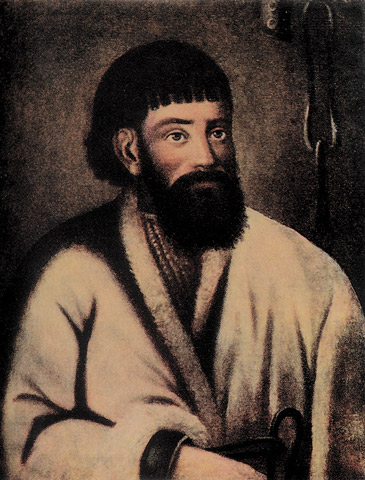
Omelian Ivaànovitx Pugatxov

Omelian (Iemelian) Ivànovitx Pugatxov, en rus: Емелья́н Ива́нович Пугачёв (cap a 1742 – 10 (21) de gener de 1775), va ser un pretendent al tron de Rússia que conduí una gran insurrecció dels cosacs durant el regnat de Caterina II (Caterina la Gran). L'escriptor Aleksandr Puixkin va escriure una obra sobre aquesta rebel·lió, La història de Pugatxov, i alguns dels esdeveniments d'aquesta revolta apareixen a la seva novel·la La filla del capità (1836).

## Biografia
Pugatxov era fill d'un petit terratinent Cosac del Don. Nasqué a Zimovéiskaia stanitsa, a 17 anys va entrar a l'exèrcit i un any més tard es casà amb la també cosaca Sófia Nediújeva, amb qui tingué cinc fills. Després de participar en la Guerra dels Set Anys, tornà a casa l'any 1762. Va tenir reconeixement militar i ascendí fins al grau cosac de khorunji.

### Vida com fugitiu
El 1770, Pugatxov desertà de l'exèrcit i dirigí un grup de cosacs insatisfets que intentaren formar una comunitat de cosacs a la conca del riu Térek. Finalment Pugatxov va ser arrestat però aconseguí escapar en 48 hores iniciant així la seva carrera de fugitiu. Va tornar a ser arrestat i va tornar a escapar, fugint de Rússia. Tornà a Rússia la tardor de 1772 i pretengué ser un Vell creient. Obtingué un visat per a establir-se al districte de Malikovka (actualment Volsk), on s'assabentà de la rebel·lió dels Cosacs de l'Ural.

## Insurrecció 1773–1774

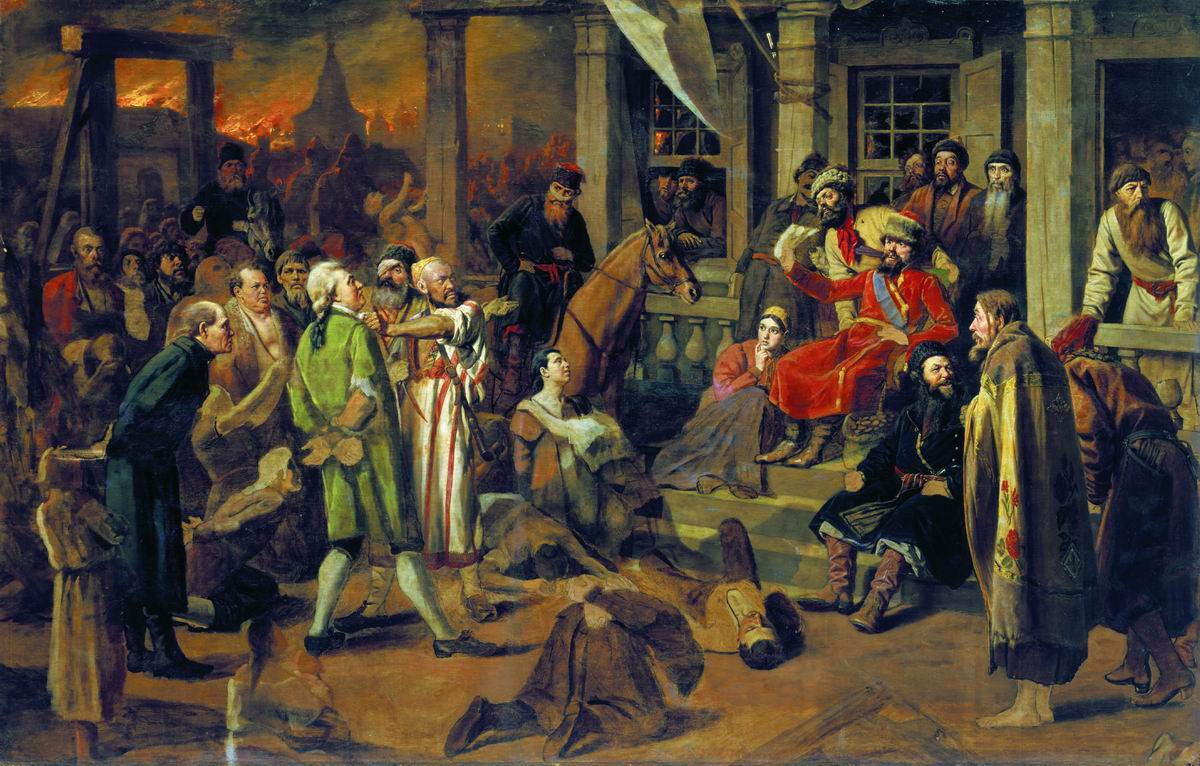
Pugatxov administrant justícia a la població. Pintura de Vassili Perov.

La idea de suplantar la personalitat de l'Emperador de Rússia Pere III (assassinat per ordre de la seva esposa, Caterina la Gran), se li va ocórrer aviat. Va tonar a estar arrestat i durant 5 mesos romangué empresonat a Kazan, escapà una altra vegada i dirigí la revolta dels Cosacs de l'Ural des de Iaïtsk. Pugatxov explicava que era Pere III i que havia aconseguit escapar dels que intentaven assassinar-lo. Pugatxov i els seus partidaris aconseguiren conquerir molt territori essent la victòria seva a la batalla de Kazan de 1774 i van prendre aquesta important ciutat. Entre els seus partidaris hi havia molts camperols i havia aconseguit tenir artilleria.
No va ser fins a l'agost de 1774 quan el general Michelsohn infligí una derrota als rebels prop de Tsaritsin, on Pugatxov va tenir 10000 baixes. Les represàlies salvatges de Panin van tenir lloc arran de la captura de Penza que abans estava en mans de Pugatxov. El 14 de setembre de 1774 els mateixos cosacs de Pugatxov el lliuraren a les forces del govern rus. Aleksandr Suvórov va posar Pugatxov dins una gàbia de metall i el va enviar a Moscou via Simbirsk per a procedir a la seva execució pública la qual va tenir lloc el 21 de gener de 1775. Va ser decapitat a la Plaça Bolótnaia de Moscou i després esquarterat (pena capital reservada pels considerats traïdors).

## Llegat de Pugatxov
La rebel·lió liderada per Pugatxov va tenir efectes sobre Rússia durant molts anys. Caterina la Gran davant la rebel·lió renuncià a emancipar els serfs de Rússia.
El terme "Pugatxovs de la Universitat" es va fer servir per descriure la generació del nihilisme rus.
La població on va néixer Pugatxov rebé el seu nom durant l'època soviètica.
La plaça central de la ciutat d'Uralsk al Kazakhstan rep el nom de plaça Pugatxov.